# Roberto Bishara
Roberto Fabian Bishara Adawi, né le 18 août 1981 à Santiago du Chili, est un footballeur professionnel palestino-chilien évoluant au poste de défenseur. Il joue notamment pour le club chilien du CD Palestino.

## Biographie
Étant né et ayant grandi au Chili, mais faisant partie lui et sa famille de l'importante diaspora palestinienne en Amérique du Sud et surtout au Chili, c'est en 2003 que la Palestine lui offre la nationalité et le fait jouer pour sa sélection.